# Monumento à Paz Abdi İpekçi
O Monumento à Paz Abdi İpekçi é uma escultura de bronze criada por Gürdal Duyar, encomendada pela Prefeitura de Şişli no ano 2000 em homenagem a Abdi İpekçi, editor-chefe do jornal Milliyet, erguida no local onde ele foi assassinado, em Istambul, Turquia, no ano de 1979. Além do monumento, outras homenagens foram prestadas a İpekçi, como a renomeação da rua Emlak para rua Abdi İpekçi no mesmo ano de seu assassinato, a criação do Prêmio de Paz e Amizade Abdi İpekçi em 1980 e a construção da Abdi İpekçi Arena.

## Descrição
A escultura está localizada nas proximidades do centro da rua Abdi İpekçi. Criada pelo escultor Gürdal Duyar, trata-se de uma obra em bronze com 3,5 metros de altura, posicionada sobre um pedestal de granito de 70 centímetros. A composição retrata duas crianças, um menino e uma menina, segurando um busto de Abdi İpekçi. Atrás das crianças, erguem-se duas colunas que sustentam um arco, no topo do qual repousa uma pomba simbolizando a paz. O monumento está situado próximo à antiga residência de Abdi İpekçi, no local onde ele foi assassinado a tiros em 1979.

## Inauguração
O projeto foi realizado pelo arquiteto Erhan İşözen, a pedido da Prefeitura de Şişli, e concretizado pelo escultor Gürdal Duyar. O monumento foi inaugurado no 21.º aniversário do assassinato de Abdi İpekçi, após uma cerimônia em sua sepultura no cemitério Zincirlikuyu. A inauguração contou com a presença da família de İpekçi, de amigos próximos e colegas, como o então editor-chefe do jornal Milliyet, Yalçın Doğan, e o presidente da Associação de Jornalistas da Turquia, Nail Güreli. Durante a cerimônia, Doğan e Güreli fizeram discursos, nos quais Güreli afirmou que o sistema impediu investigações aprofundadas sobre o assassinato e que os assassinos estavam sendo protegidos. Ele declarou: "A negligência dos governantes do país levou ao assassinato de İpekçi e de muitos jornalistas por forças obscuras. Essa ignorância precisa acabar agora. Infelizmente, tal esforço não é evidente."
Andreas Politakis, fundador do Prêmio de Paz e Amizade Abdi İpekçi, enviou uma coroa de flores para a cerimônia, realizada em 1.º de fevereiro de 2000, com a inscrição: "A visão de Abdi İpekçi para a aproximação entre Turquia e Grécia se torna realidade 21 anos depois." A cerimônia, que contou com a presença do prefeito de Şişli, Mustafa Sarıgül, atraiu uma grande multidão.

## Outros eventos
Em 2006, jornalistas opostos à libertação do assassino de Abdi İpekçi, Mehmet Ali Ağca, participaram do programa Abbas Güçlü ile Genç Bakış, que foi realizado em frente ao monumento de Abdi İpekçi. Essa edição do programa foi a primeira a ser transmitida ao vivo diretamente da rua. Antes da gravação, na qual muitos jornalistas expressaram seu protesto contra essa decisão, os convidados depositaram cravos vermelhos no monumento de İpekçi como forma de homenagem.